# Евазије (византијски епископ)
Епископ Евазије (грч. Επίσκοπος Εὐζώϊος), је био епископ Бизанта у периоду од 148. до 154. године.
На трон епископа Виѕанта изабран је након смрти елископа Атенодора . Време његовог епископата обелижили су прогони хришћана од стране цара Антонина Пија.